# 密毛鱗毛蕨
密毛鱗毛蕨（学名：Dryopteris barbigera）为鱗毛蕨科鱗毛蕨屬下的一个种。